# (2636) Lassell
(2636) Lassell est un astéroïde de la ceinture principale.

## Description
(2636) Lassell est un astéroïde de la ceinture principale. Il fut découvert le 20 février 1982 à la station Anderson Mesa par Edward L. G. Bowell. Il présente une orbite caractérisée par un demi-grand axe de 3,01 UA, une excentricité de 0,08 et une inclinaison de 10,5° par rapport à l'écliptique.

## Compléments